# Communauté de communes rurales du Sud de l'Eure
La Communauté de communes rurales du Sud de l'Eure (CCRSE) est une ancienne communauté de communes française, située dans le département de l'Eure et dans la région Normandie. 

## Histoire
Créée en 1998 à 11 communes, la CCRSE est rejointe par Muzy en 2002.
Supplantée le 1er janvier 2017 par la communauté de communes Interco Normandie Sud Eure.

## Composition
Elle regroupait 12 communes :
| Commune                    | Population 1999 | Code postal | Code INSEE |
| -------------------------- | --------------- | ----------- | ---------- |
| Acon                       | 407             | 27570       | 27002      |
| Courdemanche               | 479             | 27320       | 27181      |
| Droisy                     | 344             | 27320       | 27206      |
| Illiers-l'Évêque           | 890             | 27770       | 27350      |
| Louye                      | 176             | 27650       | 27376      |
| La Madeleine-de-Nonancourt | 1 163           | 27320       | 27378      |
| Marcilly-la-Campagne       | 705             | 27320       | 27390      |
| Mesnil-sur-l'Estrée        | 1 031           | 27650       | 27406      |
| Moisville                  | 167             | 27320       | 27411      |
| Muzy                       | 694             | 27650       | 27423      |
| Saint-Georges-Motel        | 950             | 27710       | 27543      |
| Saint-Germain-sur-Avre     | 1 128           | 27320       | 27548      |